# Шевченкове (Великорублівська сільська громада)
Шевче́нкове — село в Україні, у Великорублівській сільській громаді Полтавського району Полтавської області. Населення становить 138 осіб. До 2020 орган місцевого самоврядування — Микілківська сільська рада.

## Географія
Село Шевченкове знаходиться на лівому березі річки Мерла, яка через 2 км впадає в річку Ворскла. До села примикає великий лісовий масив урочище Борівське (сосна).

## Історія
Під час організованого радянською владою Голодомору 1932—1933 років померло щонайменше 266 жителів села.
12 червня 2020 року, відповідно до розпорядження Кабінету Міністрів України № 721-р «Про визначення адміністративних центрів та затвердження територій територіальних громад Полтавської області», село увійшло до складу Великорублівської сільської громади.
19 липня 2020 року, в результаті адміністративно - територіальної реформи та ліквідації  Котелевського району, село увійшло до складу новоутвореного Полтавського району.

## Населення

### Мова
Розподіл населення за рідною мовою за даними перепису 2001 року:
| Мова       | Кількість | Відсоток |
| ---------- | --------- | -------- |
| українська | 125       | 90.58%   |
| російська  | 9         | 6.52%    |
| румунська  | 4         | 2.90%    |
| Усього     | 138       | 100%     |

## Економіка
- Свино-товарна ферма.

## Відомі люди
- Дігтяр Микола Іванович — Герой Радянського Союзу, командир ескадрильї 95-го гвардійського штурмового авіаційнного полку 5-ї гвардійської штурмової авіаційної дивізії 2-го гвардійського штурмового авіаційного корпусу 2-ї повітряної армії 1-го Українського фронту, гвардії майор.
- Шевченко Микола Васильович — український радянський партійний діяч, Член ЦК КПУ (1966—1971).